# لونه فلمینگ
لونه فلمینگ (انگلیسی: Lone Fleming؛ زادهٔ ۵ سپتامبر ۱۹۴۵) بازیگر اهل دانمارک است.